# Nariño (kommun i Cundinamarca, lat 4,40, long -74,82)
Nariño är en kommun i Colombia.   Den ligger i departementet Cundinamarca, i den centrala delen av landet, 90 km väster om huvudstaden Bogotá. Antalet invånare är 2 092. Arean är 54 kvadratkilometer.
Terrängen i Nariño är huvudsakligen lite kuperad.